# Great Witchingham
Great Witchingham – wieś w Anglii, w hrabstwie Norfolk, w dystrykcie Broadland. Leży 18 km na północny zachód od Norwich i 160 km na północny wschód od Londynu.
Miejscowość liczy 564 mieszkańców.